# Lotta ai Giochi della XVIII Olimpiade
Le competizioni di lotta ai Giochi della XVIII Olimpiade si sono svolte alla Arena Nippon Budokan a Tokyo dall'11 al 14 ottobre 1964 per le categorie della lotta libera e dal 16 al 19 ottobre 1964 per quanto riguarda le categorie della lotta greco-romana.
Rispetto a Roma 1960 le categorie mudarono di peso:
| Categoria     | Roma 1960 | Tokyo 1964 |
| ------------- | --------- | ---------- |
| Mosca         | fino a 52 | fino a 52  |
| Gallo         | fino a 57 | fino a 57  |
| Piuma         | fino a 62 | fino a 63  |
| Leggeri       | fino a 67 | fino a 70  |
| Welter        | fino a 73 | fino a 78  |
| Medi          | fino a 79 | fino a 87  |
| Medio-massimi | fino a 87 | fino a 97  |
| Massimi       | oltre 87  | oltre 97   |

## Podi

### Lotta Libera
| Evento                        | Oro                 | Argento          | Bronzo                  |
| Pesi mosca (dettagli)         | Yoshikatsu Yoshida  | Jang Chang-Seon  | Sayed Ali Akbar Haydari |
| Pesi gallo (dettagli)         | Yojiro Uetake       | Hüseyin Akbaş    | Aydın İbrahimov         |
| Pesi piuma (dettagli)         | Osamu Watanabe      | Stancho Ivanov   | Nodar Khokhashvili      |
| Pesi leggeri (dettagli)       | Enyu Valchev        | Klaus Rost       | Iwao Horiuchi           |
| Pesi welter (dettagli)        | İsmail Ogan         | Guram Sagharadze | Mohammad Ali Sanatkaran |
| Pesi medi (dettagli)          | Prodan Gardzhev     | Hasan Güngör     | Dan Brand               |
| Pesi medio-massimi (dettagli) | Aleksandr Medved'   | Ahmet Ayık       | Said Mustafov           |
| Pesi massimi (dettagli)       | Aleksandr Ivanickij | Lyutvi Akhmedov  | Hamit Kaplan            |

### Lotta Greco Romana
| Evento                        | Oro                 | Argento              | Bronzo             |
| Pesi mosca (dettagli)         | Tsutomu Hanahara    | Angel Kerezov        | Dumitru Pîrvulescu |
| Pesi gallo (dettagli)         | Masamitsu Ichiguchi | Vladlen Trostianskiy | Ion Cernea         |
| Pesi piuma (dettagli)         | Imre Polyák         | Roman Rurua          | Branko Martinović  |
| Pesi leggeri (dettagli)       | Kazım Ayvaz         | Valeriu Bularcă      | Davit Gvantseladze |
| Pesi welter (dettagli)        | Anatolij Kolesov    | Kiril Petkov         | Bertil Nyström     |
| Pesi medi (dettagli)          | Branislav Simić     | Jiří Kormaník        | Lothar Metz        |
| Pesi medio-massimi (dettagli) | Boyan Radev         | Per Svensson         | Heinz Kiehl        |
| Pesi massimi (dettagli)       | István Kozma        | Anatolij Roščin      | Wilfried Dietrich  |

## Medagliere
| Posizione | Paese            |    |    |    | Totale |
| --------- | ---------------- | -- | -- | -- | ------ |
| 1         | Giappone         | 5  | 0  | 1  | 6      |
| 2         | Unione Sovietica | 3  | 4  | 3  | 10     |
| 3         | Bulgaria         | 3  | 4  | 1  | 8      |
| 4         | Turchia          | 2  | 3  | 1  | 6      |
| 5         | Ungheria         | 2  | 0  | 0  | 2      |
| 6         | Jugoslavia       | 1  | 0  | 1  | 2      |
| 7         | Germania         | 0  | 1  | 3  | 4      |
| 8         | Romania          | 0  | 1  | 2  | 3      |
| 9         | Svezia           | 0  | 1  | 1  | 2      |
| 10        | Corea del Sud    | 0  | 1  | 0  | 1      |
| 10        | Cecoslovacchia   | 0  | 1  | 0  | 1      |
| 12        | Iran             | 0  | 0  | 2  | 2      |
| 13        | Stati Uniti      | 0  | 0  | 1  | 1      |
| Totale    | Totale           | 16 | 16 | 16 | 48     |